# Vůz Ddax784 ČD
Přípojný vůz řady Ddax784 (číslovaný v intervalu 50 54 95-29, dříve též označen řadou 013) byl dvounápravový zavazadlový vůz lehké stavby Českých drah, sloužící k přepravě jízdních kol na neelektrifikovaných tratích především s motorovými vozy řady 810.

## Popis
Přípojné vozy Ddax784 vznikly rekonstrukcí z vozů řady Btax780 v počtu 6 kusů v tehdejším DKV České Budějovice. Z původního vozidla byla demontována většina lavic pro sezení (zůstalo pouze 5 míst k sezení), které byly nahrazeny stojany pro jízdní kola. Manipulaci s jízdními koly, příp. dalšími spoluzavazadly prováděl zaměstnanec dopravce. Z toho důvodu nenašla tato řada praktické využití v provozu (na rozdíl od vozů řad Bdtax785 a BDtax782).
K 1. 1. 2009 se ve stavu nacházel poslední vůz; ostatní vozy již byly zrušené, prošly úpravou na vozy řady BDtax782 nebo prošly rekonstrukcí na nemotorové vozy jednotek řady 814. Tento vůz, úředně zrušený, se nacházel odstavený v DKV Česká Třebová, kde čekal ve skupině vozů určených k fyzické likvidaci; v roce 2013 byl poslán k sešrotování do Ostravy-Heřmanic v rámci fyzické likvidace větší skupiny vozů (především řady Btax780).

## Provoz

### DKV České Budějovice,  DST České Budějovice / DKV Plzeň, DST České Budějovice
Do GVD 2007/2008 R 890-893 Bezdrev Most – Louny – Rakovník – Beroun – Zdice – Březnice – Písek – Protivín – České Budějovice

### DKV České Budějovice, DST Veselí nad Lužnicí
Veselí nad Lužnicí — Vlkov nad Lužnicí — Lužnice — Třeboň — Majdalena — Suchdol nad Lužnicí — Nová Ves nad Lužnicí — České Velenice

### DKV Česká Třebová, DST Pardubice
Sp 1600 Hradec Králové hl.n. – Jičín – Liberec
Sp 1603 Liberec – Jičín – Pardubice hl.n.